# Azorín
José Martínez Ruiz, más conocido por su seudónimo Azorín (Monóvar, 8 de junio de 1873-Madrid, 2 de marzo de 1967), fue un escritor español perteneciente a la generación del 98, que cultivó diversos géneros literarios: la novela, el ensayo, la crónica periodística y la crítica literaria y, en menor medida, el teatro. 
Como político, ocupó en cinco ocasiones consecutivas (entre 1907 y 1919) escaño de diputado a Cortes por el Partido Conservador durante la Restauración (cuatro por dos distritos de Almería, Sorbas y Purchena, y una por el de Puenteareas en Pontevedra).

## Biografía
Nacido en la localidad alicantina de Monóvar el 8 de junio de 1873, su nombre completo en el registro fue José Augusto Trinidad Martínez Ruiz. Su padre era natural de Yecla (Murcia) y militaba en el Partido Liberal-Conservador (llegó a ser alcalde, diputado y seguidor de Francisco Romero Robledo). Ejercía de abogado en Monóvar y poseía una importante hacienda. Su madre había nacido en Petrel. Era una familia tradicional burguesa y acomodada. Azorín fue el mayor de nueve hermanos. Estudió bachillerato interno durante ocho años en el colegio de los Escolapios de Yecla, etapa que refleja en sus dos primeras novelas, de fuerte contenido autobiográfico. De 1888 a 1896 cursó derecho en Valencia, donde se interesa por el krausismo y el anarquismo y se entrega a febriles lecturas literarias y políticas. Empiezan sus pinitos periodísticos. Usa seudónimos como Fray José, en La Educación Católica de Petrer, y Juan de Lis, en El Defensor de Yecla. Escribe también en El Eco de Monóvar, El Mercantil Valenciano e incluso en El Pueblo, periódico de Vicente Blasco Ibáñez. Casi siempre hace crítica teatral de obras de fuerte contenido social (elogia las obras de Ángel Guimerá y Benito Pérez Galdós o el Juan José de Joaquín Dicenta) y ya refleja sus inclinaciones anarquistas. Traduce el drama La intrusa de Maurice Maeterlinck, la conferencia del francés A. Hamon De la patria o Las prisiones de Kropotkin. En 1895 publica dos ensayos, Anarquistas literarios y Notas sociales, en los que presenta al público las principales teorías anarquistas.

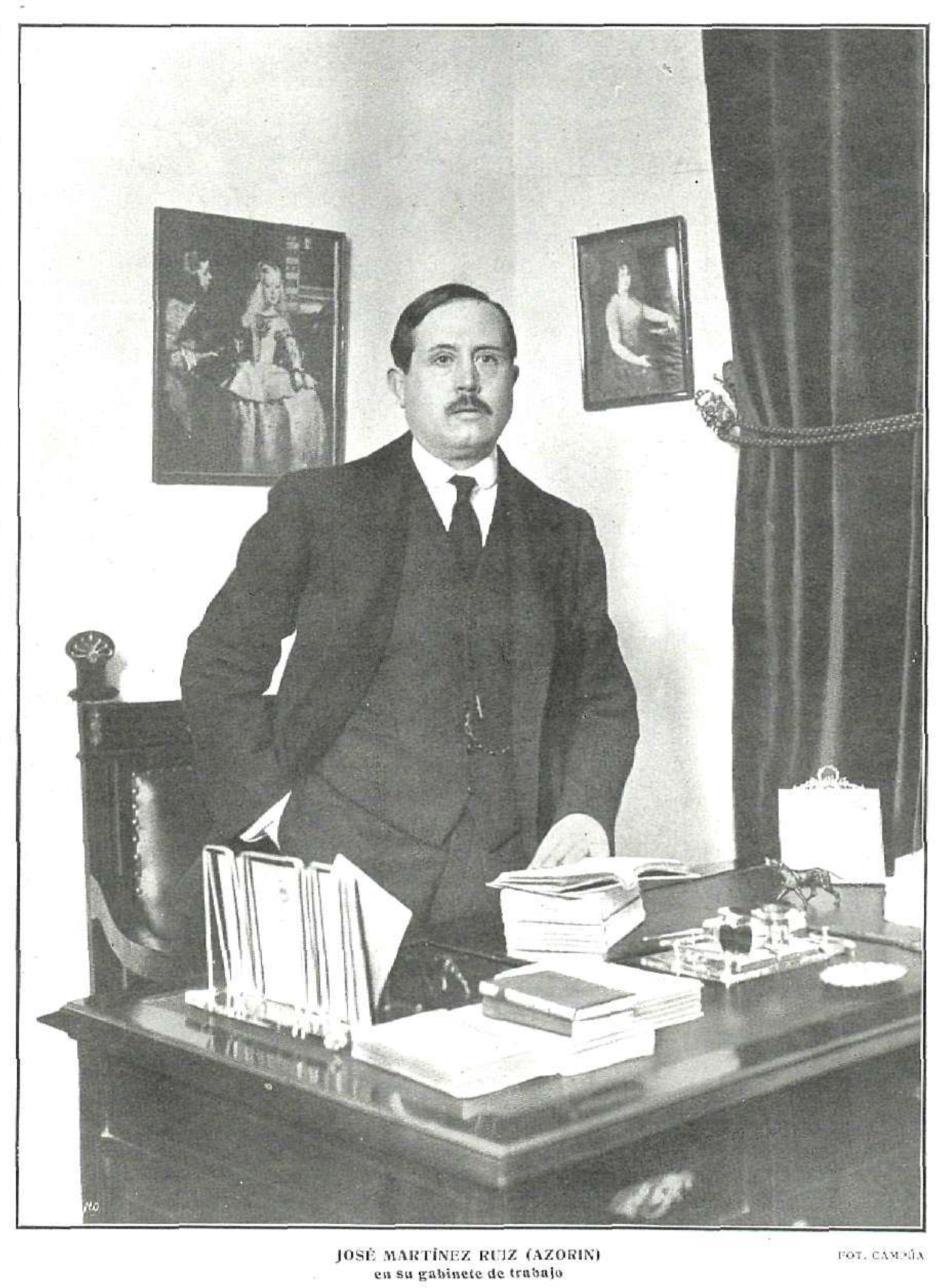
Fotografiado hacia 1914 por Campúa.

Se examinó en Valencia, pero fue más estudiante que estudioso y más atento a las tertulias, al periodismo, al teatro y a la literatura que a las leyes. Llegado el 25 de noviembre de 1896 a Madrid para seguir sus estudios, se inició en medio de grandes privaciones en el periodismo republicano: en El País (1896), de donde le echaron, o en El Progreso (1897), periódico de Alejandro Lerroux, donde trabajó como crítico, bajo los seudónimos de Cándido —en honor a Voltaire—, Ahrimán —el dios persa de la destrucción—, Charivari y Este, entre otros, recibiendo solo el apoyo de Leopoldo Alas, Clarín, en uno de sus Paliques.
Poco a poco su nombre fue apareciendo cada vez más en revistas y periódicos como Revista Nueva, Juventud (firmando con Pío Baroja y Ramiro de Maeztu como grupo de los Tres), Arte Joven, El Globo, Alma Española, España, El Imparcial y ABC. Al mismo tiempo va publicando folletos y libros. Escribe una trilogía de novelas autobiográficas de donde sacará su definitivo seudónimo, «Azorín», con el que empezará a firmar en 1904: La voluntad (1902), Antonio Azorín y Las confesiones de un pequeño filósofo.
A partir de 1905 el pensamiento y la literatura de Azorín están ya instalados en el conservadurismo. Comienza a colaborar en ABC donde participó activamente en la vida política. Antonio Maura y sobre todo el ministro Juan de la Cierva y Peñafiel se convierten en sus máximos valedores.

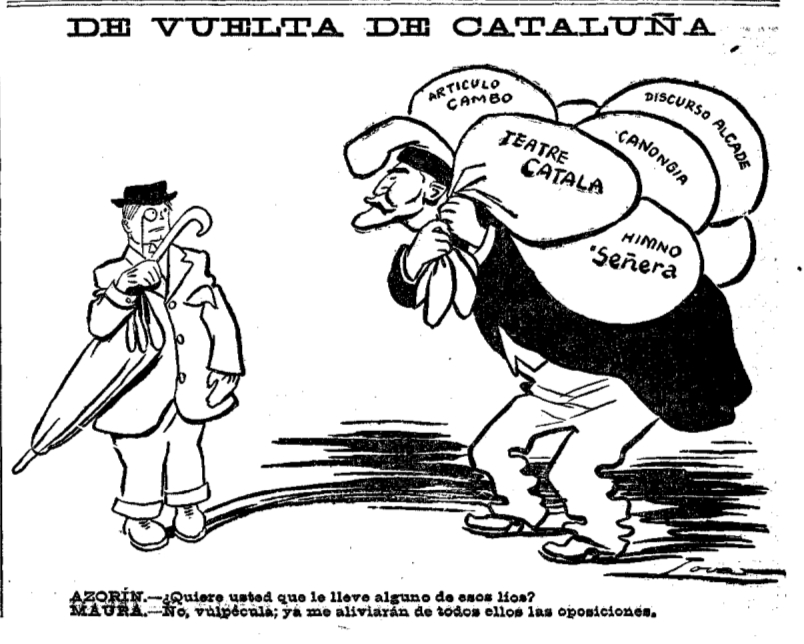
Caricatura de Tovar publicada en El Liberal el 11 de noviembre de 1908, en la que aparecen Azorín y Maura.

Entre 1907 y 1919 fue cinco veces diputado cunero y dos breves temporadas (en 1917 y 1919) subsecretario de Instrucción Pública. Crítico en sus primeros años con el sistema político de la Restauración, al que tenía por corrupto, pasó, con el tiempo, a integrarse en él. Tenía ya una larga trayectoria en la prensa madrileña cuando se incorporó a La Vanguardia como crítico literario. Gracias al empeño del director Miquel dels Sants Oliver, Azorín publicó, en este rotativo, cerca de doscientos artículos entre 1914 y 1917. No es de extrañar que un conspicuo representante de la cultura castellana publicara en las páginas de un diario barcelonés como La Vanguardia, ya que Barcelona fue la capital donde se impulsó y se dio a conocer, según los estudiosos, la generación del 98.
Viajó incansablemente por España y ahondó en la lectura de los clásicos del Siglo de Oro. El directorio militar de Primo de Rivera enfrió la actividad pública de Azorín, quien se negó a aceptar cargos políticos de manos del dictador. En 1924 fue elegido miembro de la Real Academia Española.
Cuando estalló la Guerra Civil huyó del Madrid del Frente Popular y con su esposa, Julia Guinda Urzanqui (1876-1974), se refugió en Francia. Años después, en 1966, fruto de su estancia en París durante la contienda, escribió el ensayo París, con sus impresiones sobre la capital francesa. Terminada la contienda, pudo regresar a España gracias a la ayuda que al efecto recibió del entonces ministro del Interior, Ramón Serrano Suñer, a quien años más tarde (1955) dedicó Azorín «con viva gratitud» su obra El pasado (Biblioteca Nueva, Madrid). En 1946 se le otorgó la gran cruz de la Orden de Alfonso X el Sabio.
En sus últimos años se mostró apasionado y asiduo espectador cinematográfico. Por su actividad articulista en el tema, el Círculo de Escritores Cinematográficos le concedió en 1950 la Medalla a la mejor labor literaria. El 5 de julio de 1963 fue nombrado hijo adoptivo de Alicante. Falleció en su domicilio del número 21 de la calle de Zorrilla, en Madrid, el 2 de marzo de 1967. Inicialmente fue enterrado en el Cementerio de San Isidro, donde se le uniría su esposa tras fallecer en 1974; en 1990 y tras dos años de gestiones los restos de ambos fueron trasladados a su natal Monóvar para ser enterrados en el panteón familiar.

## Obra

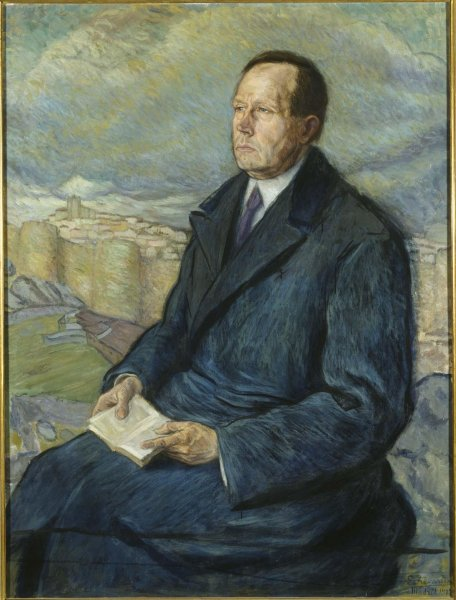
Retrato de Azorín con Ávila de fondo por Juan de Echevarría (1922, Museo Nacional Centro de Arte Reina Sofía).

Desde hace unas décadas, la crítica literaria inscribe su obra, al igual que la del resto de la generación del 98 –a la que pertenece–, dentro de la gran renovación literaria del modernismo europeo. No debe confundirse este movimiento con el modernismo hispánico, corriente literaria iniciada por el poeta nicaragüense Rubén Darío. Este es un enfoque más moderno de la generación del 98 y más acorde con las pretensiones renovadoras de estos escritores. La renovación procurada por los autores del 98 es tan patente que, para muchos estudiosos, 1902 se convierte en un año fundamental para la literatura española y europea, ya que en él se publican cuatro novelas profundamente renovadoras y que tendrán una influencia decisiva en los años venideros. En ese año Baroja publica Camino de perfección; Unamuno, Amor y pedagogía; José Martínez Ruiz (Azorín), La voluntad; Valle-Inclán, Sonata de otoño. Las tres primeras novelas fueron publicadas en la editorial barcelonesa Henrich y Cía, dentro de la colección Biblioteca de Novelistas del Siglo XX. 
En la obra de Azorín tiene una influencia capital la filosofía de Schopenhauer. Aunque muchos estudiosos de su obra habían resaltado a Nietzsche como su gran referente, la crítica de las últimas décadas incide en que es la metafísica de Schopenhauer la que Azorín toma explícitamente para construir su estética.
Su producción literaria se divide fundamentalmente en dos grandes apartados: ensayo y novela. También escribió algunas obras teatrales, experimentales, de escaso éxito.
La producción literaria de Azorín tiene también un gran valor estilístico. Su forma de escribir, muy peculiar, se caracteriza por el uso de una frase corta y de sintaxis simple, por el menudeo de un léxico castizo y por las series de dos o tres adjetivos unidos por una coma. Aunque existe cierto debate entre los críticos, se está imponiendo la caracterización de ese estilo como de un impresionismo simbolista, arraigado en la literatura simbolista en lengua francesa, tanto en la francesa (Joris-Karl Huysmans, Baudelaire) como en el simbolismo belga (Rodenbach, Maeterlinck). Entre sus técnicas literarias más innovadoras está el uso, a la manera de Virginia Woolf, de personajes que viven al mismo tiempo en varias épocas de la historia, como Don Juan o Inés, fundiendo a la vez mito y eterno retorno.

### Ensayo
Como ensayista, dedicó especial atención a dos temas: el paisaje español y la reinterpretación impresionista de las obras literarias clásicas.
En los ensayos dedicados a la situación española se observa el mismo proceso evolutivo que marcó a toda la generación del 98: si en sus primeras obras examina aspectos concretos de la realidad española y analiza los graves problemas de España, en Castilla (1912) su objetivo es profundizar en la tradición cultural española (reflexiones que surgen espontáneamente a partir de pequeñas observaciones del paisaje), además de incorporar un sentido del tiempo cíclico, que siempre se pensó que estaba inspirado en Nietzsche, pero que en cambio corresponde más cumplidamente con el eadem sed aliter de Schopenhauer.
Entre los ensayos literarios de Azorín destaca Ruta de Don Quijote (1905), Clásicos y modernos (1913), Los valores literarios (1914) y Al margen de los clásicos (1915). En ellos, su intención no es la de hacer un estudio pormenorizado de los textos, sino despertar la curiosidad y el interés ofreciendo una lectura impresionista de los mismos que destaca solo los elementos más significativos de los mismos para la personalidad del escritor. Por tanto, se limita a expresar sus impresiones y reflexiones personales sobre la literatura española. También destaca La Andalucía trágica. Es un ensayo añadido a la obra de Los pueblos (edición en 1914). Azorín irá a Andalucía y recorrerá la zona de Sevilla. Al principio mandará crónicas a El Imparcial y el Gobierno se sentirá molesto, por lo cual le pedirá el director del periódico que no mande más. Publicará todavía una entrevista que le costará la expulsión del periódico y le llevará a trabajar en ABC. La Andalucía trágica era de 1904 a 1905, anterior a Los pueblos y posteriormente añadida.

### Novela

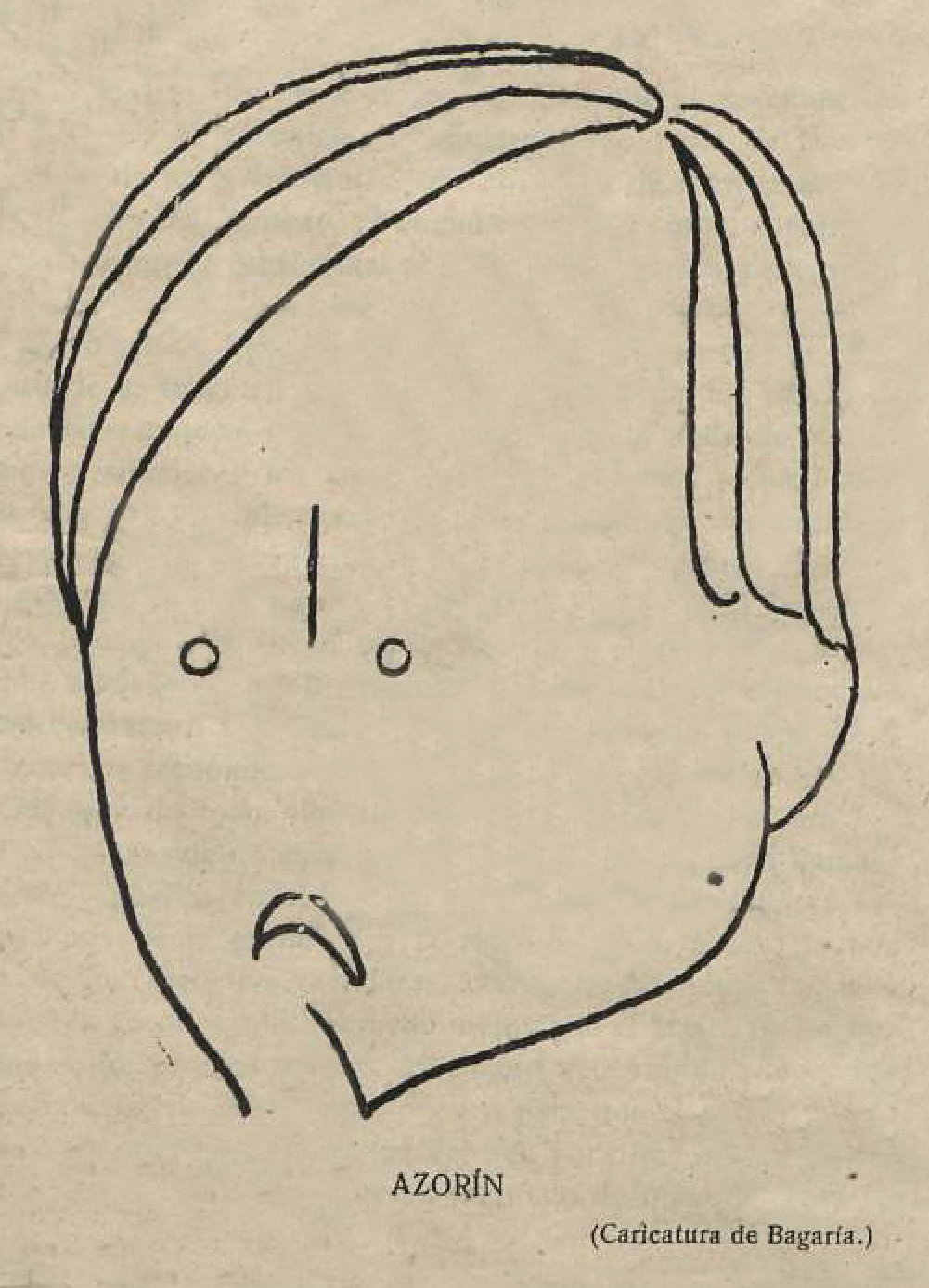
Azorín caricaturizado por Bagaría (España, 1915)

Las dieciséis novelas de Azorín se podrían catalogar como novelas líricas, subgénero literario propio de la modernidad –aunque arraigado en el Romanticismo alemán y en el simbolismo francés–, muy cultivado por algunos de los autores de la generación del 98 y del 14. La novela lírica supone una fusión entre los géneros novelístico y poético. Son novelas que suponen una fuerte ruptura con el canon novelístico de la literatura decimonónica. Según algunos autores (como Martínez Cachero), sus novelas se podrían dividir en cuatro etapas, por la evolución de su estilo, aunque mantienen una cierta unidad entre ellas:
- La primera etapa muestra predominio de los elementos autobiográficos y de impresiones suscitadas por el paisaje. El protagonista es Antonio Azorín (del cual tomará su seudónimo), personaje de ficción que se convierte en la conciencia de su creador. Estas novelas son un pretexto para desarrollar las experiencias vitales y culturales del autor. A ella pertenecen Diario de un enfermo (1901), La voluntad (1902), Antonio Azorín (1903) y Las confesiones de un pequeño filósofo (1904). Estas tres últimas son consideradas por José María Martínez Cachero (en su obra Las novelas de Azorín) como el ciclo de Antonio Azorín, ya que en las tres su protagonista será ese personaje de ficción. Posteriormente el autor adoptará ese pseudónimo en 1904, tras la publicación de Las confesiones.[18]
- En la segunda etapa, Azorín abandona los elementos autobiográficos, si bien continúa reflejando sus propias inquietudes en los personajes: la fatalidad, la obsesión por el tiempo, el destino, etc. Son novelas de este período El licenciado vidriera (visto por Azorín), de 1915 —también conocida como Tomás Rueda—, y, especialmente, Don Juan (1922) y Doña Inés (1925), recreaciones literarias muy personales del mito literario de Don Juan. Ambas novelas son consideradas por Martínez Cachero como cimas de la producción novelística azoriniana.[19]
- A la tercera etapa pertenecen Félix Vargas (1928), Superrealismo (1929) y Pueblo (1930). Son novelas fuertemente experimentales. De hecho, Azorín, que contaba con más de cincuenta años en la publicación de estas obras, fue considerado por el grupo de jóvenes escritores vanguardistas como uno de los suyos, por la perfecta adecuación de estas obras a la visión rupturista propia de las vanguardias.[20] De hecho, Vargas Llosa considera Pueblo como una de las mejores novelas del escritor levantino.[21]
- En la cuarta etapa, tras un período de relativo silencio profundamente marcado por la contienda civil, Azorín vuelve a la narrativa con El escritor (1942), El enfermo (1943), Capricho (1943), La isla sin aurora (1944), la novela rosa María Fontán (1944) y, su última novela, Salvadora de Olbena (1944).[22]

### Teatro

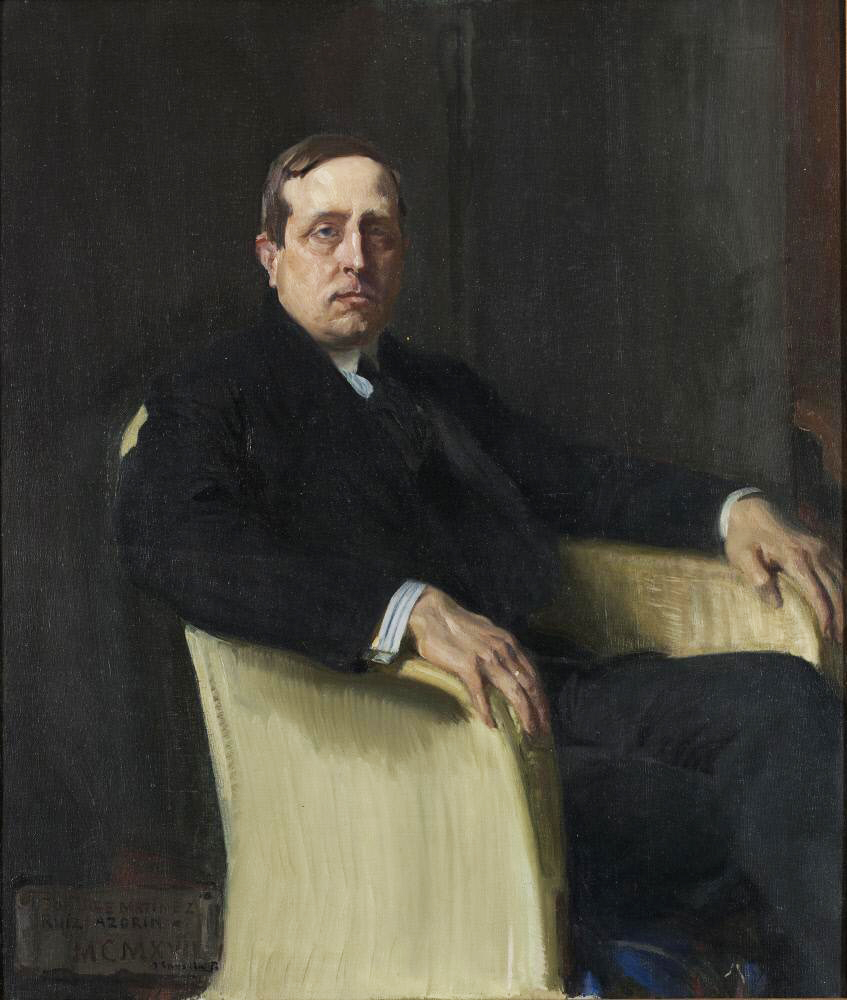
Retratado por Sorolla (1917)

Azorín siempre sintió gran afición por el teatro; sin embargo, sus obras no gozaron del favor popular. De su pluma saldrían Old Spain (1926), Brandy, mucho brandy (1927), Comedia del arte (1927) y la trilogía Lo invisible, vinculada a la estética del expresionismo, de la que forman parte La arañita en el espejo, El segador y Doctor Death, de 3 a 5, considerada por algunos críticos como su mejor producción dramática.
Francisco Ruiz Ramón resume así la propuesta teatral azoriniana:
1. Azorín señala la importancia y la libertad creadora del director de escena y de los actores.
2. Llama la atención sobre las nuevas relaciones entre la técnica cinematográfica y la técnica teatral.
3. Hace hincapié sobre la aparición del mundo de lo subconsciente en la escena.
4. La nueva realidad de la obra teatral, de acuerdo con las necesidades de la nueva sociedad y con el ritmo de la vida moderna, debe ser «rápida, tenue y contradictoria».
5. Deben suprimirse o reducirse al mínimo las acotaciones.
6. Es el mundo interior, el mundo de las ideas y de los problemas del espíritu y de la imaginación, quien debe suministrar sus materiales al dramaturgo.

La intención de Azorín es liberar el teatro español de todo provincianismo y elevarlo a la categoría de teatro europeo. Pero la mentalidad española no estaba preparada para asumir estas nuevas propuestas dramáticas. De ahí que el teatro azoriniano, al igual que el de Ramón María del Valle Inclán y Miguel de Unamuno, tuviera un éxito más bien escaso.
En 2012 los profesores Antonio Díez Mediavilla (Universidad de Alicante) y Mariano de Paco (Universidad de Murcia) pusieron al descubierto el eslabón perdido en la producción teatral de Azorín. Los especialistas recuperaron el texto y el título original de la obra teatral Ifach.

### Lista de obras
Elaborada principalmente a partir de la lista recogida por E. Inman Fox, Azorín: guía de la obra completa (Madrid, Castalia, 1992).
Debe señalarse que Azorín es el seudónimo principal de José Martínez Ruiz, quien también publicó con su propio nombre, así como con los seudónimos Cándido o Ahrimán. Por esa razón, en el caso de aquellos libros que no firmó como Azorín, se ha aclarado bajo qué rubrica fueron editados.

## Azorín en el cine
- La guerrilla (1973). Director: Rafael Gil. Actores: Francisco Rabal, Lola Gaos y Jacques Destoop. Coproducción: España-Francia.[27]
- Badaezpada: El vecino afectuoso (2007), Pello Varela director, y Txema Blasco y Rafa Martín actores.[28]
- Azorín. La imagen y la palabra (2017) documental. Director: Domingo Rodes. Coproducción: Diputación de Alicante y RTVE.[29]

## Azorín en la música
- Vivir es ver volver (2023) lied fantasía para soprano y piano del compositor Miguel Brotóns. Composición inspirada en la biografía y obra del escritor, así como en su pensamiento filosófico del eterno y cíclico fluir del tiempo.[30][31]

## Azorín en la pintura
Las pinturas de sus retratos al óleo pintados entre 1917 y 1942 por los maestros de la pintura:
Joaquín Sorolla (1917), Juan de Echevarría (1922), Ignacio Zuloaga (1941) y Daniel Vázquez Díaz (1942).